# Anomala myanmarensis
Anomala myanmarensis är en skalbaggsart som beskrevs av Keith 2008. Anomala myanmarensis ingår i släktet Anomala och familjen Rutelidae. Inga underarter finns listade i Catalogue of Life.